# Amon av Juda
Amon av Juda (hebreiska: אָמוֹן, ’Āmōn; grekiska: Αμων; latin: Amon), född omkring 664 f.Kr., död omkring 641 f.Kr., var Kung av Juda enligt Bibeln. Som efterträdare och företrädare till sin far Manasse resprktive sin son Josia, regerade han som kung över Juda rike endast i två år. Hans korta regering utmärktes genom det kananeiska avguderiets tillväxt.